# إيرما هونرفاوث
إيرما هونرفاوث المعروفة أيضًا باسم إيرمانيبولاتسيون (31 ديسمبر عام 1907- 11 ديسمبر عام 1998)، رسامة ونحاتة وفنانة مجسمات ألمانية حولت الخردة إلى منحوتات وآلات ومجسمات من الفن الحركي، سخرت من خلالها من المجتمع الاستهلاكي. عارضت الفن الأكاديمي التقليدي وتمردت ضد الأكاديمية واتبعت اتجاهات الفن المعاصر الراديكالي في ألمانيا بعد الحرب. ارتبطت من خلال عملها بمفهوم فناني فترة حداثة ما بعد الحرب (التعبيرية التجريدية والفلوكسس والرسمية والبقعية) إلى جانب مجموعة فناني الواقعية الجديدة التي ضمت نيكي دو سانت- فالي وجان تينغيلي وأرمان وأيضًا دانييل سبويري.

## حياتها

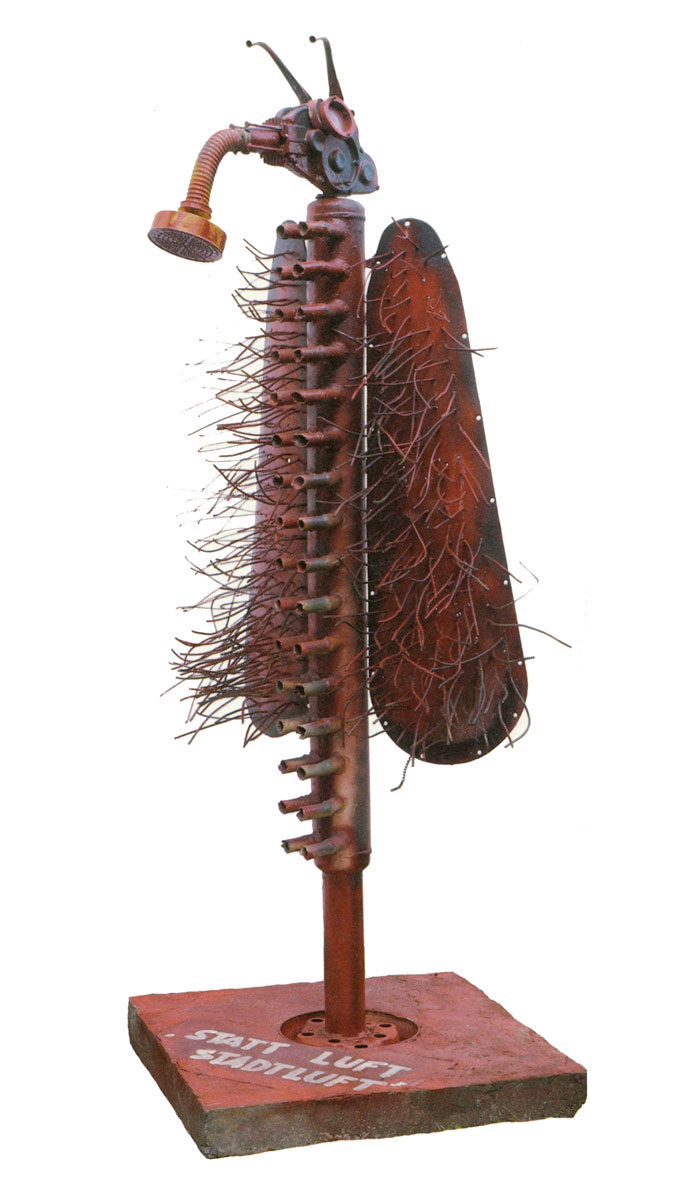
عمل فني فوتوغرافي يوثق نحت "هواء بدلًا من هواء المدينة" من إبداعات الفنانة إيرما هونرفاوث.

ولدت هونرفاوث في 31 ديسمبر من عام 1907 في دوناويسشينغن، وهي ابنة مدير أحد مصانع الجعة. انتقلت عائلتها إلى ميونخ بعد حريق حدث في عام 1914. في عام 1917، حضرت هونرفاوث صفًا للرسم مخصصًا للبالغين. خلال فترة المدرسة وفي عام 1923، خضعت لتدريب عملي مختص بتصميم نوافذ المحلات التجارية في محلات الأزياء وواصلت هذا التدريب منذ عام 1925 وحتى عام 1928. منذ عام 1925 وحتى عام 1928، التحقت بمدرسة العمل النسائية في ميونخ ومنذ عام 1929 وحتى عام 1932 التحقت بمدرسة الفنون للتصميم في ميونخ كطالبة تحت إشراف هيلموث إيمكي. تزوجت هونرفاوث في عام 1933 من المحامي فيلهيلم شيفر، الذي أنجبت منه صبيًا. درست الرسم في أكاديمية الفنون الجميلة في ميونخ، منذ عام 1935 وحتى عام 1937، تحت إشراف البروفيسور يانك والبروفسور هيس.
حصلت هونرفاوث على الطلاق من شيفر في عام 1938 وانتقلت إلى داكاور موس بالقرب من ميونخ. تزوجت في عام 1939 للمرة الثانية من جوست هوبكر، لكنهما حصلا على الطلاق بعد ذلك بوقت قصير.
عادت هونرفاوث للعيش مع والديها في غروسهيسلوي بالقرب من ميونخ عام 1940. أُجليت إلى تشيمزي في عام 1942 وبعدها إلى منطقة لاندسهوت. عادت العائلة في عام 1945 إلى غروسهيسلوي، حيث أنشأت هونرفاوث صالة عرض. تزوجت للمرة الثالثة في 20 ديسمبر عام 1948 من فرانز فورر المعروف أيضًا باسمه الفني «فورر- فولكينشتاين». استمر زواجهما 28 عامًا. عمل فرانز كمدير إنشائي في المرافق العامة في ميونخ. بصفته رسامًا، عمل فورر- فولكينشتاين مع هونرفاوث عن كثب وساعدها في الأعمال التقنية الكهربائية الخاصة بأعمالها الفنية متعددة الوسائط. بعد تقاعده صنع أشياء فنية حركية سميت آلات إعادة التدوير.
تلقت هونرفاوث في عام 1954، تدريبًا خاصًا من كونارد ويستبفال، وهو فنان مهم في الفن غير الرسمي، مما قادها إلى الرسم التجريدي. أعربت فنانتان (لينتز وستراوس) عن رفضهما لفنها وأقدمت إحداهما على تقطيع لوحتها بسكين، لكن هونرفاوث رممتها. كان الناقد فرانز روه وزوجته جوليان روه من أوائل المؤيدين والراعين لأعمالها، فقد شجعاها واستعرضا أعمالها بكل إيجابية في منشوراتهما. عندما توفي فرانز روه، رسمت هونرفاوث مجموعة مؤلفة من عشرة مطبوعات حجرية بعنوان في ذكرى فرانز روه، 1966. في عام 1962، حضرت صفًا لتعليم اللحام وبدأت بعد ذلك في نحت المعادن من الخردة. حصلت على جائزة الارتقاء من هيربستسالونن ميونخ (معرض الخريف للفنون، ميونخ).
في عام 1965، أسست هونرفاوث «مجموعة كاي» في ميونخ، بالاشتراك مع الفنانين والتر راوم (1923- 2009) وديتر شتوفر (1924- 1988) وهانز يواخيم شتراوخ. في عام 1966، حصلت على جائزة الميدالية البرونزية من مدينة باريس. ابتعدت هونرفاوث بين عامي 1968و 1969 عن الرسم. أنشأت أول مشاريعها للمعارض مع فناني المجموعة كاي التي يمكن رؤيتها في دار الفنون في ميونخ، سميت بالكولاج البصري الصوتي للبيانو والمتحدثين، وجنبًا إلى جنب مع زوجها أنشئت تكوينات هزازة بدءًا من عام 1971 فصاعدًا. أنشأت في عام 1972، أول «صندوق تحدث» تناول موضوعات مثل الوحدة والحب الأول والحرب. تحتاج كل من هذه التكوينات اهتمامًا تقنيًا دقيقًا. كان فورر- فولكينشتاين، الذي اخترع أيضًا جهاز اختبار الاتصال الأرضي، شريكها في تلك المشاريع الفنية التقنية. كان حذرًا ومراعيًا وحادًا بينما كانت هي عفوية مع إرادة قوية ونزعة حادة فيما بتعلق بقراراتها، لذلك كانا يكملان بعضهما البعض. في 25 نوفمبر من عام 1976، توفي فورر- فولكينشتاين، فأنشأت هونرفاوث نصبًا جنائزيًا له في مقبرة بولاخ في ميونخ باستخدام الخردة المعدنية. بدأت بعد ذلك هونرفاوث في التخصص بما يسمى «كتب صلاة الفنان» في الثمانينيات والتسعينيات من القرن العشرين، التي صنعتها من الخردة الالكترونية الدقيقة. كان استخدامها لهذه المواد وكذلك إنشاء ما سمي «صناديق التحدث» أمرًا فريدًا من نوعه ميزها عن غيرها من فناني المجسمات في تلك الفترة.
في عام 1990، حصلت هونرفاوث على جائزة في ميونخ وفي 12 نوفمبر توفيت في كروث (تيغرنسي).